# 東京都立赤羽北桜高等学校
東京都立赤羽北桜高等学校（とうきょうとりつ あかばねほくおうこうとうがっこう）は、東京都北区西が丘にある家庭・福祉専門の東京都立高等学校。

## 概要
全日制課程に「保育・栄養科」と「調理科」の家庭学科、「介護福祉科」の福祉学科が設置されている。

### 保育・栄養科
第1学年では家庭科を幅広く学び、第2学年からは「幼児教育・保育系」、「栄養・健康系」の2つのコースに分かれる。

#### 幼児教育・保育系
保育を専門とするコース。幼稚園教諭・保育士を目指す。

#### 栄養・健康系
食生活を専門とするコース。栄養士・管理栄養士を目指す。

### 調理科
食物・調理を専門とする学科。厚生労働大臣指定の調理師養成施設を有しており、卒業時には調理師免許が取得できる（都立高校では農業高校全日制と本校のみ）。

### 介護福祉科
福祉・介護を専門とする学科。厚生労働大臣指定の介護福祉士養成施設を有しており、卒業時には国家資格である介護福祉士の受験資格が取得できる。

## 沿革

### 歴史
2021年度、東京都立赤羽商業高等学校から改編され、開校。

### 年表
- 2020年（令和2年）10月15日 - 東京都立赤羽北桜高等学校として設置される[1]。
- 2021年（令和3年）4月1日 - 東京都立赤羽北桜高等学校として開校される。

## 教育課程
- 全日制課程
  - 家庭学科
    - 保育・栄養科
      - 幼児教育・保育系
      - 栄養・健康系

    - 調理科

  - 福祉学科
    - 介護福祉科

## アクセス
出典 : 
電車
| 路線名           | 最寄り駅 | 徒歩所要時間 |
| ---------------- | -------- | ------------ |
| JR埼京線         | 赤羽駅   | 20分         |
| JR埼京線         | 十条駅   | 20分         |
| 都営地下鉄三田線 | 本蓮沼駅 | 10分         |

バス
| 運行事業者   | 乗車駅 | 系統                                                 | 下車停留所     |
| ------------ | ------ | ---------------------------------------------------- | -------------- |
| 国際興業バス | 赤羽駅 | 赤51・赤52-2・赤53・赤93・赤80・赤80-1・赤80-2・赤96 | 「HPSC陸上門」 |
| 国際興業バス | 王子駅 | 赤50・赤50H                                          | 「HPSC陸上門」 |